# Río Bullones
El río Bullones es un curso de agua del interior de la península ibérica, afluente del Gallo. Discurre por la provincia española de Guadalajara.

## Descripción
El río nace en el término municipal de Pinilla de Molina. Tras pasar por los alrededores de núcleos de población como Terzaga, Terzaguilla, Fuembellida, Escalera y Cuevas Minadas, termina desembocando en el río Gallo cerca de Torete. A mediados del siglo XIX, se pescaban en él «bastantes truchas de escelente calidad». Aparece descrito en el cuarto volumen del Diccionario geográfico-estadístico-histórico de España y sus posesiones de Ultramar de Pascual Madoz de la siguiente manera:

BULLONES: pequeño r. en la prov. de Guadalajara, part. jud. de Molina: toma su origen de varios manantiales que brotan en el térm. de Pinilla, desde donde se dirige á los de Terzaga y Terzaguilla, en cuyo último punto ya le atraviesa un puente de madera con débiles pilastras de mamposteria, y sus escasas aguas benefician varias praderas de pastos naturales; sigue en direccion de Tierzo y Almalla en los que riega estensos prados de pasto para ganado yeguar, pasa por debajo de otro puente de madera, continúa su curso hácia el cas. de Aria (propiedad del marqués de Sta. Coloma), donde presta iguales beneficios; va á impulsar un molino harinero en el térm. de Valhermoso, y tocando los de Fuenbellida y Escalera, corre á atravesar el pueblo de Cuevas Minadas, y entre los confines de este y el de Torote desagua el r. Gallo, sin salir del part.; aun cuando su mayor caudal no escede de una muela de agua, cria sin embargo bastantes truchas de escelente calidad.
(Madoz, 1846, pp. 496-497)

Las aguas del río, perteneciente a la cuenca hidrográfica del Tajo, termina vertidas en el océano Atlántico.